# توني فيور (لاعب كرة قاعدة)
توني فيور (بالإنجليزية: Tony Fiore)‏ هو لاعب كرة قاعدة أمريكي، ولد في 12 أكتوبر 1971 في أوك بارك في الولايات المتحدة.

## وصلات خارجية
- توني فيور على موقع دوري كرة القاعدة الرئيسي (الإنجليزية)
- توني فيور على موقعبيزبول رفرنس.كوم (الدوري الرئيسي) (الإنجليزية)
- توني فيور على موقعبيزبول رفرنس.كوم (الدوري الثانوي) (الإنجليزية)
- توني فيور على موقع إي إس بي إن.كوم (أم.أل.بي) (الإنجليزية)
- توني فيور على موقع مشجعي الرسوم البيانية (الإنجليزية)